# 505-й важкий танковий батальйон (Третій Рейх)
505-й важкий танковий батальйон (Третій Рейх) (нім. schwere Panzerabteilung 505, s PzAbt 505) — важкий танковий батальйон вермахту часів Другої світової війни, що мав на озброєнні важкі танки Tiger I і Tiger II.

## Історія
505-й окремий танковий батальйон важких танків почав формуватися 18 лютого 1943 року у Фаллінгбостелі на базі підрозділів 3-ї та 26-ї танкових дивізій вермахту. Батальйон організаційно складався зі штабу, штабної роти, двох важких танкових рот і роти вогневої підтримки й з початку готувався до відправлення у Північну Африку. Однак після капітуляції німецько-італійських військ у Тунісі почав підготовку до дій на Східному фронті. В батальйоні було 20 танків Pz. Kpfw. VI Ausf.E «Tiger» і 25 Pz. Kpfw.III Ausf.L. 3 квітня 1943 року почала процес формування 3-тя рота батальйону, яка прибула в розпорядження комбата 7 липня 1943 року, в розпал боїв на Курській дузі. За деякими даними окрім «Тигрів» на озброєнні 2-ї роти 505-го батальйону також перебували малі танкетки «Голіаф».
З липня 1943 року танки 505-го батальйону взяли участь в операції «Цитадель» у складі 46-го танкового корпусу 9-ї армії фельдмаршала Моделя, що наступала на північному фасі Курської дуги. До початку битви 505-й батальйон включили до зведеної 21-ї танкової бригади, куди також увійшли два дивізіони штурмових гармат 245-й і 904-й, а також саперна рота. Коли батальйон вступив у битву біля селища Веселий, він мав 31 важкий танк «Тигр» та 15 танків Pz Kpfw III.
Після Курської битви батальйон був переведений у район Смоленська. В серпні-вересні 1943 року під Смоленськом батальйон вів важкі бої спочатку під Кромами, де розгорілася найзапекліша танкова битва, в якій втративши за два дні 4 і 5 серпня два «Тигри», німецьким танкістам вдалося спалити близько дев'яти радянських танків.
28 липня командир 505-го танкового батальйону майор Бернард Зовант був нагороджений дубовим листям до Лицарського хреста Залізного хреста за вміле командування підрозділом. У серпні його змінив на посаді капітан фон Карловиц. У виснажливих боях під Смоленськом сили батальйону постійно танули і його втрати склали за цей час 16 «Тигрів». 15 вересня, напередодні відправки на іншу ділянку фронту групи армій «Центр», був убитий командир батальйону капітан фон Карловиц.
17 вересня 505-й важкий танковий батальйон з'явився в Смоленську. З 20 вересня 1943 року він підтримував 330-ту піхотну дивізію вермахту в районі Орші. На цих позиціях він пробув до квітня 1944 року. Танки «Тигр» використовувалися групами по 2-3 машини, які з'являлися на найбільш загрозливих ділянках фронту. На 12 жовтня 1943 року в батальйоні було тільки 12 танків, усі були несправні. Нові 11 танків були отримані тільки на початку березня 1944 року.
22 червня 1944 року, маючи близько 30 танків Pz.Kpfw.VI (H), 505-й батальйон зустрів стратегічний наступ радянських військ у Білорусії. Підрозділи батальйону билися під Борисовим, а потім у районі Молодечно-Ліда-Августів. До 25 червня 1944 року танкісти батальйону знищили 34 радянських танки. У боях на території Білорусії 505-й батальйон втратив всю свою бронетехніку і 7 липня 1944 року рішенням ОКГ він був виведений з фронту на переформування.
У липні-серпні 1944 року 505-й батальйон отримав 45 танків Pz.Kpfw.VI Ausf.B «Королівський Тигр». 9 вересня 1944 року він був відправлений на північну ділянку німецько-радянського фронту. На 16 серпня 1944 року в батальйоні перебував 21 боєздатний танк. У 1945 році в складі оперативної групи «Земланд» 505-й батальйон підтримував 5-ту танкову дивізію вермахту в боях у Східній Пруссії. На початок квітня 1945 року 505-й батальйон був майже повністю знищений.

## Нагороджені батальйону
Нагороджені дивізії
|  | Кавалери Золотого Німецького Хреста                                                                        | 7                                                                                  |
|  | Кавалери Срібного Німецького Хреста                                                                        | 2                                                                                  |
|  | Кавалери Лицарського хреста Залізного хреста з Дубовим листям                                              | 1 № 260 майор Бернард Зовант — 28.07.1943                                          |
|  | Кавалери Лицарського хреста Залізного хреста                                                               | 2 майор Вернер фон Бешвиц — 27.07.1944 лейтенант Карл-Вільгельм Кнаут — 14.11.1943 |
|  | Кавалери Почесної Відзнаки Сухопутних військ «Почесна застібка на орденську стрічку для Сухопутних військ» | 3                                                                                  |